# Ophrys bertolonii subsp. catalaunica
Ophrys catalaunica O.Danesch & E.Danesch (1972), es una orquídea terrestre perteneciente a la familia Orchidaceae. Esta especie no está admitida; actualmente se acepta como subespecie de Ophrys bertolonii. (Oprhys bertolonii catalaunica (O. Danesch & E. Danesch) Soca in Monde Pl. 96(472): 13 (2001)).

## Distribución y hábitat
Se encuentra en los departamentos franceses del Aude y del Hérault (Francia) y en gran parte de Cataluña (España), en pastizales y en claros de garrigas y de bosques y pinares a altitudes de 0 a 1200 metros. Prefiere el clima frío a fresco. Se desarrolla tanto sobre sustratos básicos como ácidos, aunque muestra preferencia por los suelos básicos, arcillosos o margosos.

## Descripción
Es una orquídea de hasta 30 cm de altura, raramente hasta 40 cm.  Se trata de orquídeas terrestres que florecen en los meses de abril o mayo, e incluso ocasionalmente marzo o junio, en una inflorescencia erecta, cerca de la laxitud, con 3 a 7  flores de 2.8 cm de longitud.
Se conocen híbridos naturales de Ophrys bertolonii subsp catalaunica con O.scolopax, O.insectifera y O.sphegodes.

## Sinonimia
- Ophrys exaltata  subsp arachnitiformis (Gren. & Philippe) Del Prete (1984)
- Ophrys bertolonii var. catalaunica (O. Danesch & E. Danesch) D. Tyteca & B. Tyteca (1984)
- Ophrys pseudobertolonii subsp catalaunica (O. Danesch & E. Danesch) H. Baumann & Künkele (1986)
- Ophrys bertolonii subsp catalaunica (O. Danesch & E. Danesch) Soca (2001)[2]
- Ophrys montserratensis Cadevall
- Ophrys picta f. montserratensis (Cadevall) Soó
- Ophrys pseudobertolonii subsp. catalaunica (O. Danesch & E. Danesch) H.[3]